# Cleroclytus vestitus
Cleroclytus vestitus là một loài côn trùng trong họ Cerambycidae. Loài này được Jakovlev miêu tả khoa học đầu tiên năm 1884.
Đây là loài gây hại phát triển phổ biến ở Uzbekistan.